# Vatemo Ravouvou
Pour les articles homonymes, voir Ravouvou.

a Compétitions nationales et continentales officielles uniquement.

b Matchs officiels uniquement.
Vatemo Ravouvou, né le 31 juillet 1990 à Ba (Fidji), est un joueur fidjien de rugby à XV et rugby à sept. International fidjien de rugby à sept depuis 2014, il fait partie de l'équipe qui remporte les éditions 2015 et 2016 des World Rugby Sevens Series et de l'équipe qui participe aux Jeux olympiques de Rio. Avec cette sélection, il devient champion olympique.
Depuis 2016, il évolue avec l'équipe de rugby à XV australienne des Greater Sydney Rams en National Rugby Championship, le championnat australien, mais il continue de jouer en World Sevens Series.